# Medaille für ausgezeichnete Leistungen
Die Medaille für ausgezeichnete Leistungen war eine staatliche Auszeichnung  der Deutschen Demokratischen Republik (DDR), welche in Form einer tragbaren Medaille verliehen wurde.

## Geschichte
Die Medaille wurde 1953 zu Beginn des 5. Jahresplans zunächst als nichtstaatliche Auszeichnung gestiftet. Die Anerkennung als staatliche Auszeichnung erfolgte dann zum 1. November 1953. Sie wurde an Werktätige verliehen, die auf dem Gebiet der Verwaltungsarbeit ausgezeichnete Leistungen gezeigt und sich bei der Durchsetzung des sozialistischen Arbeitsstils ausgezeichnet hatten. Ferner für ausgezeichnete Leistungen für die Einführung neuer Arbeitsmethoden, die zu einer Verbesserung geführt hatten, und für das Zeigen einer guten Arbeitsdisziplin. Mit Verleihung der Medaille erhielt der Beliehene eine Urkunde und eine Prämie. Die Verleihungen erfolgten noch bis 1969 und wurden dann eingestellt. Nachfolger dieser Medaille wurde noch im selben Jahr die Auszeichnung Aktivist der sozialistischen Arbeit.

## Aussehen und Trageweise

### Erste Form
Die Erste Form der Medaille, die 1951 und 1952 verliehen wurde, bestand aus bronziertem Aluminium und hatte einen Durchmesser von 31 mm. Sie zeigte auf ihren Avers mittig das Symbol des Fünfjahrplans, eine 5 vor einen Hammer und sieben Ähren im Hintergrund die strahlenförmig angelegt sind. Über der 5 vom Bauch ausgehend ist ein Zirkel gelegt. Das Revers der Medaille zeigte dagegen mittig einen stilisierten Handschlag, welches das Symbol des FDGB war umschlossen von der Umschrift: FRIEDEN UND WOHLSTAND (oben) und AUS EIGENER KRAFT unten. Getragen wurde die Medaille an einer 21 × 25 großen Spange aus Aluminium oder Eisenblech das mit einem orangefarbenen Band bezogen war an der linken oberen Brustseite. Darauf wiederum lag ein 4 mm breite goldene Metallspange mit der erhaben geprägten Jahreszahl 1951 oder 1952.

### Zweite Form

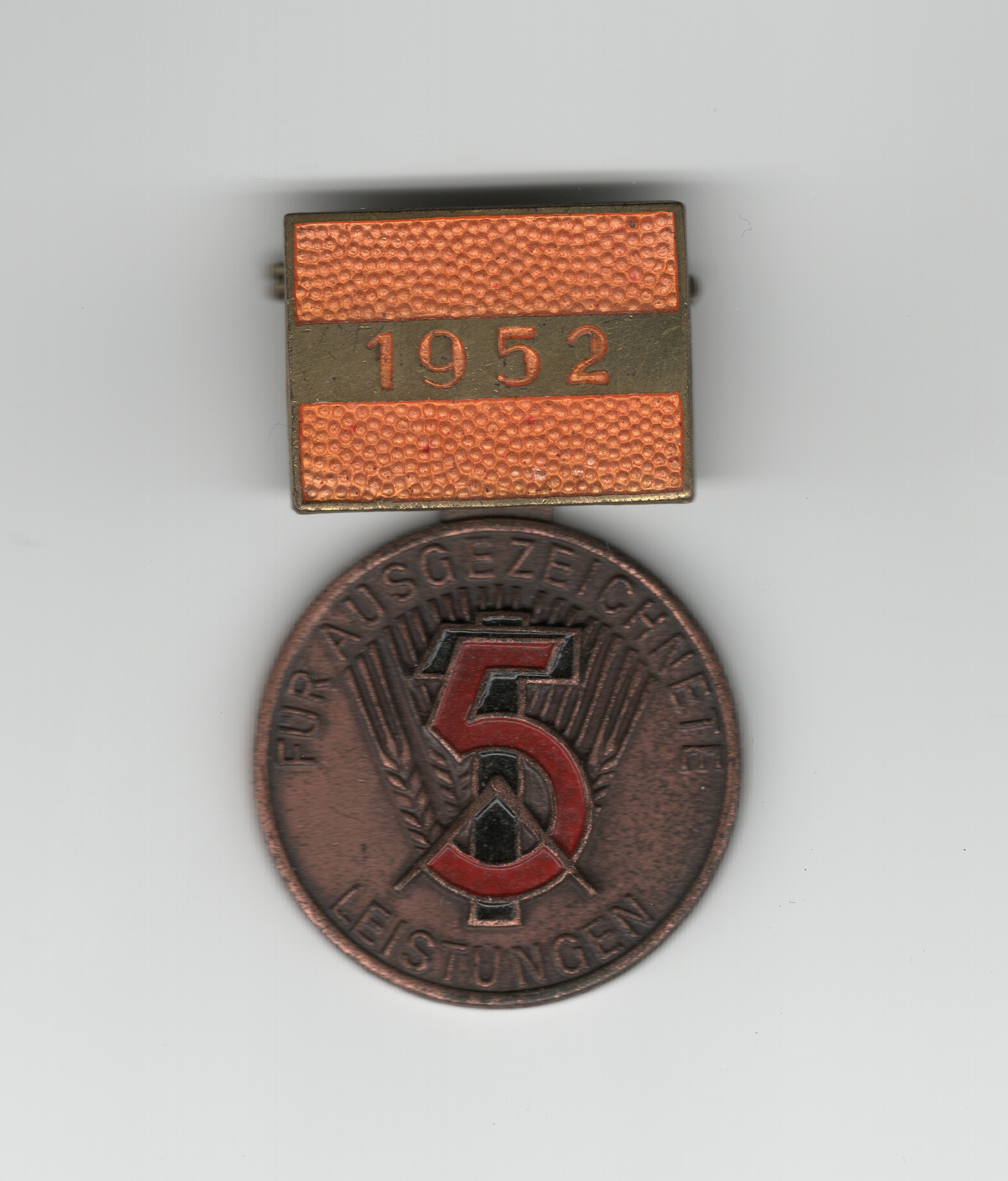
Medaille für ausgezeichnete Leistungen 1952, 2. Form, Vorderseite

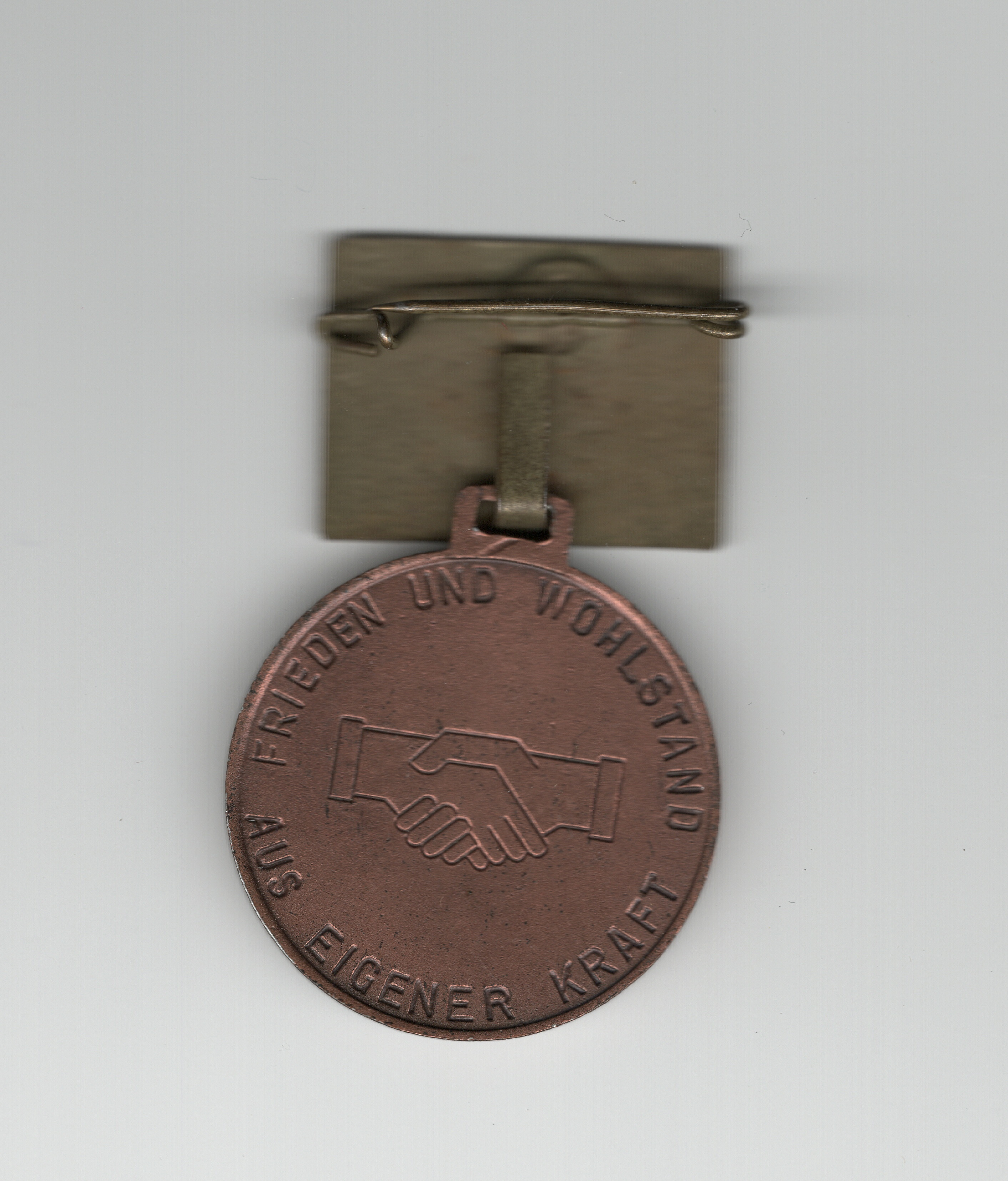
Medaille für ausgezeichnete Leistungen 1952, 2. Form, Rückseite

Die Zweite Form der Medaille, welche von 1952 bis 1955 verliehen ist die Symbolik nahezu gleich geblieben, sie wurde nur dem nun verringerten Durchmesser der Medaille auf 29,5 mm angepasst. Die 5 auf dem Avers der Medaille war ab diesem Zeitpunkt rot lackiert, der Hammer schwarz ausgelegt. Getragen wurde auch diese Medaille an einer 24 × 18 mm großen Spange die orangegelb emailliert und dessen Grund gekörnt war an der linken oberen Brustseite. Zusätzlich war auf der Mitte der Spange ein waagerechter 5 mm breiter Balken mitgestanzt worden auf dem die Jahreszahlen der Verleihung: 1952, 1953, 1954 und 1955 zu lesen ist.

### Dritte Form
Die Ausführung von 1956 bis 1959, auch als Dritte Form bekannt, blieb nahezu unverändert, sie war aber jetzt goldfarben eloxiert. Während das Avers der Medaille gleich blieb, änderte sich die Inschrift auf der Rückseite gravierend. Sie verlautete: AUF / SOZIALISTISCHE / ART ZU LEBEN, / ERFORDERT AUF / SOZIALISTISCHE / ART / ZU ARBEITEN Getragen wurde auch diese Ausführung an der linken oberen Brustseite, wobei die Spange dem der Zweiten Form glich. Die Körnung schwankte dabei produktionsbedingt von fein bis grob und zeigte auf dem waagerechten Mittelbalken die entsprechende Jahreszahl der Verleihung: 1956, 1957, 1958 und 1959 zu lesen ist.

### Vierte Form
Die vierte Form von 1960 bis 1969 weicht wieder von der Dritten Form ab. Grund dafür war die Einführung des Siebenjahrplans, dem das Layout der Medaille angepasst werden musste. Statt der 5 war nun eine rot lackierte 7 zu sehen, auf der im unteren Teil der Zahl ein Zirkel ruhte. Die auseinandergespreizten Zirkelenden wurden von einem schwarz lackierten Zahnrad zusammengehalten. Statt der zuvor verwendeten strahlenförmig angelegten Ähren umschlossen nun zwei halbkreisförmig nach oben gerichtete Ähren die Zahl. Das Revers der Medaille zeigte die veränderte Inschrift: SO / WIE WIR HEUTE / ARBEITEN, / WERDEN WIR / MORGEN / LEBEN.. Getragen wurde auch diese Medaille an der linken oberen Brustseite, allerdings ab 1963 an einer zitronengelben Spange. Der waagerecht gehaltene Balken zeigte auch hier wieder die Jahreszahl der Verleihung an: 1960, 1961, 1962, 1963, 1964, 1965 und 1966. Von 1967 bis 1969 (Einstellung der Verleihung) war zwar ein Mittelbalken aufgelegt, aber ohne Jahreszahl versehen.
Im Übrigen war die Interimsspange bei allen Ausführungen gleich der Tragespange.